# Marigny-Saint-Marcel
Marigny-Saint-Marcel is een gemeente in het Franse departement Haute-Savoie (regio Auvergne-Rhône-Alpes) en telt 629 inwoners (1999). De plaats maakt deel uit van het arrondissement Annecy.

## Geografie
De oppervlakte van Marigny-Saint-Marcel bedraagt 7,4 km², de bevolkingsdichtheid is 85,0 inwoners per km².
De onderstaande kaart toont de ligging van Marigny-Saint-Marcel met de belangrijkste infrastructuur en aangrenzende gemeenten.

## Demografie
Onderstaande figuur toont het verloop van het inwonertal (bron: INSEE-tellingen).